# Mansuè
Mansuè est une commune italienne de la province de Trévise, dans la région Vénétie.

## Administration
| Période                                  | Période | Identité | Étiquette | Qualité |
| ---------------------------------------- | ------- | -------- | --------- | ------- |
|                                          |         |          |           |         |
| Les données manquantes sont à compléter. |         |          |           |         |

### Communes limitrophes
Fontanelle, Gaiarine, Gorgo al Monticano, Oderzo, Pasiano di Pordenone, Portobuffolé, Prata di Pordenone.

## Personnalités
- Cosma Spessotto (1923-1980) est un prêtre catholique qui fut assassiné au Salvador.